# Pedaço de Mim (série de televisão)
Pedaço de Mim é uma série de televisão brasileira produzida pela Netflix em parceria com A Fábrica e lançada em 5 de julho de 2024.
Criada e Escrita por Ângela Chaves com colaboração de Guilherme Vasconcelos, Laura Rissin e Marina Luísa Silva, tem direção de Vicente Barcellos, Clara Kutner e Maria Clara Abreu. A direção geral é de Maurício Farias.
Conta com as atuações de Juliana Paes, Vladimir Brichta, Felipe Abib, João Vitti, Paloma Duarte, Martha Nowill, José Beltrão e Pedro Manoel Nabuco nos papéis principais.

## Enredo
Liana (Juliana Paes) sempre sonhou em ter um filho com seu marido Tomás (Vladimir Brichta), mas tudo muda na noite que ela descobre que ele estava sendo infiel a ela. No mesmo dia, ela é vítima de um abuso sexual. Logo em seguida, ela faz um teste de gravidez e recebe a notícia de que será mãe de gêmeos, mas cada bebê tem um pai diferente. Ela tentará ao máximo manter a condição, chamada superfecundação heteroparental, em segredo, mas estar envolvida em um turbilhão de dramas e sentimento conflitantes torna tudo ainda mais difícil.

## Elenco
| Intérprete          | Personagem                      |
| ------------------- | ------------------------------- |
| Juliana Paes        | Liana Azevedo Rosenthal         |
| Vladimir Brichta    | Tomás Rosenthal                 |
| Felipe Abib         | Oscar Oliveira                  |
| Palomma Duarte      | Sílvia Rosenthal França         |
| João Vitti          | Vicente França                  |
| Martha Nowill       | Débora Oliveira                 |
| José Beltrão        | Marcos Azevedo Rosenthal        |
| Pedro Manoel Nabuco | Mateus Azevedo Rosenthal        |
| Rui Ricardo Diaz    | Dante Fernandes                 |
| Yohama Eshima       | Cláudia Aguilar Nakamura        |
| Bento Veiga         | Inácio Rosenthal                |
| Amanda Spanner      | Beatriz Sampaio Rosenthal (Bia) |
| Dani Ornellas       | Betina Camargo                  |
| Nando Cunha         | Sergio Camargo                  |
| Agatha Marinho      | Julia Camargo                   |
| Jussara Freire      | Norma Azevedo                   |
| Analu Prestes       | Olinda Rosenthal                |
| Antônio Grassi      | Jonas Rosenthal                 |
| Mário Borges        | Cézar Oliveira                  |
| André Dale          | Ricardo Santos                  |
| Patricia Costa      | Ieda                            |
| Vicente Valle       | Robson                          |
| Beatriz Linhales    | Pâmela                          |
| Alcemar Vieira      | Nelson                          |
| Raquel Fabbri       | Eudora                          |
| Felipe Ricca        | Kiko                            |
| Claudia Provedel    | Nina                            |
| Rodrigo Cardozo     | Isaias                          |
| Gabriely Mota       | Ana Vitória                     |

### Participações especiais
| Intérprete           | Personagem                 |
| -------------------- | -------------------------- |
| Antônio Carrara      | Oscar Oliveira (19 anos)   |
| Juliano Lobreiro     | Lucas Azevedo              |
| Enzo Diniz           | Mateus Rosenthal (10 anos) |
| Theo Almeida         | Marcos Rosenthal (10 anos) |
| Vitor Valle          | Inácio (12 anos)           |
| Carolinie Figueiredo | Drª. Felícia               |
| Joana Kannenberg     | Patrícia                   |
| Isabel Gueron        | Delegada                   |
| Chao Chen            | Oftalmologista             |
| Flávio Pardal        | Juíz                       |
| Roberta Santiago     | Olívia                     |
| Wal Schneider        | Preso                      |

## Episódios

### Resumo
| Temporada | Temporada | Episódios | Episódios | Originalmente lançado |
| --------- | --------- | --------- | --------- | --------------------- |
|           | 1         | 17        | 17        | 5 de julho de 2024    |

### Temporada 1 (2024)
| N.º geral | N.º na temp. | Título                      | Dirigido por    | Escrito por   | Exibição original  |
| --- | ------------ | --------------------------- | --------------- | ------------- | ------------------ |
| 1 | 1            | "Tudo que Eu Desejo"        | Maurício Farias | Ângela Chaves | 5 de julho de 2024 |
| Depois de descobrir a traição de Tomás, Liana vai a uma festa com Débora, sua melhor amiga. Mas a noite termina com uma reviravolta sinistra.                    |              |                             |                 |               |                    |
| 2 | 2            | "Não Feche os Olhos"        | Maurício Farias | Ângela Chaves | 5 de julho de 2024 |
| Tomás comemora a gravidez de Liana, mas ela vive uma crise cada vez maior em meio aos segredos da família. Sílvia recebe notícias sobre a saúde de Inácio.       |              |                             |                 |               |                    |
| 3 | 3            | "Amor Partido ao Meio"      | Maurício Farias | Ângela Chaves | 5 de julho de 2024 |
| Tomás descobre a verdade sobre os gêmeos. Liana acredita que está na hora de tomar uma decisão difícil sobre o futuro.                                           |              |                             |                 |               |                    |
| 4 | 4            | "Os Pedaços de Mim"         | Maurício Farias | Ângela Chaves | 5 de julho de 2024 |
| Depois do nascimento dos gêmeos, Tomás vai à casa de Betina. Uma reclamação anônima tem consequências graves para o bar de Oscar.                                |              |                             |                 |               |                    |
| 5 | 5            | "Depois de Ter Você"        | Maurício Farias | Ângela Chaves | 5 de julho de 2024 |
| Depois de um período tumultuado, Oscar decide sair do país. Norma vai morar com Liana e Tomás. Os meninos se apaixonam pelo futebol de salão.                    |              |                             |                 |               |                    |
| 6 | 6            | "Evidências"                | Maurício Farias | Ângela Chaves | 5 de julho de 2024 |
| Tomás pede desculpas por ser tão rigoroso com Marcos e Mateus. Vicente pede Sílvia em casamento. Liana encara o passado. Oscar toma uma decisão chocante.        |              |                             |                 |               |                    |
| 7 | 7            | "Segredos e Sombras"        | Maurício Farias | Ângela Chaves | 5 de julho de 2024 |
| Oscar contrata Inácio para ser DJ no bar, mas Liana se sente encurralada com a proximidade dele. Tomás toma uma atitude para proteger a família.                 |              |                             |                 |               |                    |
| 8 | 8            | "Verdades Incômodas"        | Maurício Farias | Ângela Chaves | 5 de julho de 2024 |
| Tomás confronta Oscar, que define algumas condições para deixar a família em paz. Uma visita inesperada transforma a festa de aniversário dos gêmeos em um caos. |              |                             |                 |               |                    |
| 9 | 9            | "Nunca Mais"                | Maurício Farias | Ângela Chaves | 5 de julho de 2024 |
| Com a ajuda de Cláudia, Oscar faz um teste de DNA para descobrir a verdade. O resultado é uma briga dramática na casa de Liana.                                  |              |                             |                 |               |                    |
| 10 | 10           | "Juntando os pedaços"       | Maurício Farias | Ângela Chaves | 5 de julho de 2024 |
| Tomás enfrenta as consequências do confronto com Oscar. Liana e os gêmeos começam uma vida nova, mas as dores do passado continuam.                              |              |                             |                 |               |                    |
| 11 | 11           | "E a Verdade vos Libertará" | Maurício Farias | Ângela Chaves | 5 de julho de 2024 |
| Tomás começa a ganhar o respeito dos outros presos. Marcos e Mateus sofrem bullying por causa do passado do pai. A tensão aumenta e provoca uma briga na escola. |              |                             |                 |               |                    |
| 12 | 12           | "Amor e Medo"               | Maurício Farias | Ângela Chaves | 5 de julho de 2024 |
| Ao sair da prisão, Tomás trata a família com indiferença. Os meninos vão à casa de Júlia, mas as coisas não saem como esperado.                                  |              |                             |                 |               |                    |
| 13 | 13           | "Contas a Acertar"          | Maurício Farias | Ângela Chaves | 5 de julho de 2024 |
| Marcos começa a desvendar os segredos da família. Um encontro no bar de Débora acaba em confusão.                                                                |              |                             |                 |               |                    |
| 14 | 14           | "A Verdade e a Dor"         | Maurício Farias | Ângela Chaves | 5 de julho de 2024 |
| Tomás revela segredos do passado e provoca um caos na família. Em conflito com a própria identidade, Marcos toma uma decisão arriscada.                          |              |                             |                 |               |                    |
| 15 | 15           | "Mentiras Curam Fraturas?"  | Maurício Farias | Ângela Chaves | 5 de julho de 2024 |
| Marcos desperta do coma com memórias fragmentadas, e sua tentativa de se reconectar com o passado provoca dilemas na família.                                    |              |                             |                 |               |                    |
| 16 | 16           | "Causa e Consequência"      | Maurício Farias | Ângela Chaves | 5 de julho de 2024 |
| Marcos recupera a memória e aumenta as tensões na família. Liana precisa ter uma conversa difícil. Inácio e Bia têm uma novidade.                                |              |                             |                 |               |                    |
| 17 | 17           | "Metade de Mim"             | Maurício Farias | Ângela Chaves | 5 de julho de 2024 |
| Liana revela uma verdade dolorosa a Marcos. Algumas pessoas viram a página, mas Tomás não consegue resolver seus conflitos.                                      |              |                             |                 |               |                    |

## Prêmios e indicações
| Ano  | Premiação                | Categoria                              | Indicação     | Resultado | Ref.  |
| ---- | ------------------------ | -------------------------------------- | ------------- | --------- | ----- |
| 2024 | Prêmio F5                | Melhor Novela                          | Angela Chaves | Indicada  | [ 5 ] |
| 2024 | Prêmio F5                | Atuação do Ano em Novela               | Juliana Paes  | Indicada  | [ 5 ] |
| 2024 | Prêmio F5                | Atuação do Ano em Papel Infantojuvenil | Vítor Valle   | Indicado  | [ 6 ] |
| 2024 | Prêmio F5                | Revelação do Ano                       | Bento Veiga   | Indicado  | [ 6 ] |
| 2025 | Prêmio APCA de Televisão | Melhor Novela                          | Angela Chaves | Venceu    | [ 7 ] |